# 喀麥隆巧鰨
喀麥隆巧鰨為輻鰭魚綱鰈形目鰨亞目鰨科的其中一種，為熱帶淡水魚，分布於非洲喀麥隆Bénoué流域，體長可達40公分，棲息在底層水域，生活習性不明。